# Jaswant Singh Rajput
Jaswant Singh Rajput (Delhi, 1926 – Calcutta, 28 gennaio 2015) è stato un hockeista su prato indiano.

## Palmarès

### Olimpiadi
- Oro a Londra 1948 nell'hockey su prato.
- Oro a Helsinki 1952 nell'hockey su prato.